# Port lotniczy Teslin
Port lotniczy Teslin (IATA: YZW, ICAO: CYZW) – regionalny port lotniczy położony w Teslin, w prowincji Jukon, w Kanadzie.

## Drogi startowe i operacje lotnicze
Operacje lotnicze wykonywane są ze żwirowo-szutrowej drogi startowej:
- RWY 08/26, 1524 × 30 m